# Peray
Peray é uma comuna francesa na região administrativa do País do Loire, no departamento de Sarthe. Estende-se por uma área de 2.45 km². Em 2010 a comuna tinha 61 habitantes (densidade: 24,9 hab./km²).